# Астраханцев, Константин Вениаминович
Константин Вениаминович Астраханцев (21 января 1967) — советский и российский хоккеист. Играл на позиции нападающего. Заслуженный мастер спорта. Чемпион мира 1993 года. Выступая за сборную России, провел 21 матч, забросил 8 шайб. Лучший бомбардир сборной России (1992—1993 годов).
Серебряный призёр чемпионата Европы среди юниоров 1985.
Играл в командах:
- Ижсталь, (1983—1984, 1986—1987)
- Прогресс, (1987—1988)
- Трактор, (1988—1994, 1996—1997)
- Клубы Финляндии